# Usine Sidoux
L'usine Sidoux est une usine située à Saint-Quentin, dans le département de l'Aisne en France.

## Localisation
L'usine est située sur la commune de Saint-Quentin au 75 rue Camille-Desmoulins.

## Historique
L'usine est inscrit au titre des monuments historiques en 1992.
L'entreprise est fondée en 1891 par Archibald Broad, un industriel britannique.  Elle est spécialisée dans la fabrication de pièces de guipure pour rideaux.
Elle deviendra la propriété de Louis-Albert Sidoux en 1902. Elle est partiellement détruite pendant la Première Guerre mondiale. De 1920 à 1922, elle est reconstruite à l'identique sous la direction de l'architecte G. Malgras. L'entreprise dépose le bilan en 1990. Elle conserve avec tous ses métiers à guipure et à tulle, ses dispositifs de transmission, ses ourdissoirs et une collection de dessins et de cartons Jacquard. Une machine à vapeur de 1920, de marque Bollingkx de Bruxelles démontée est encore en place.

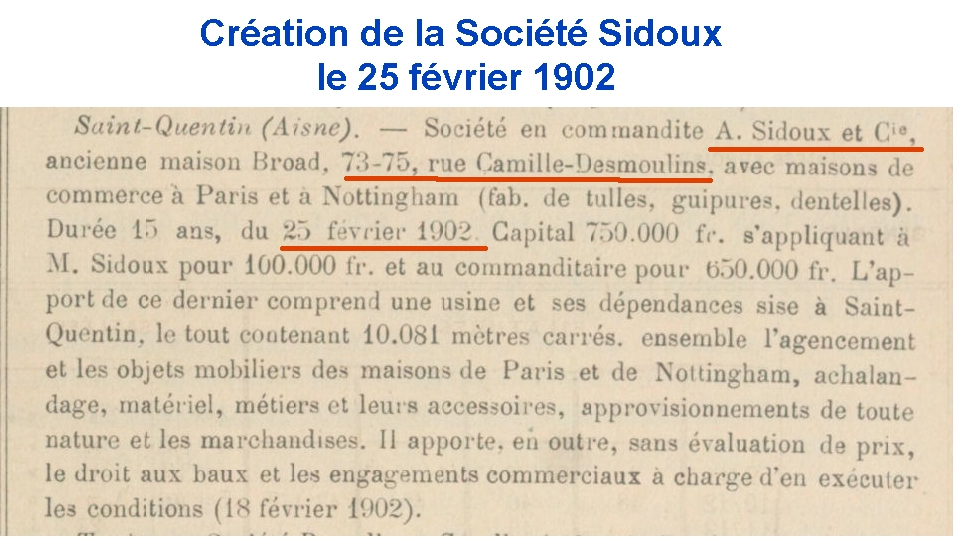
Création de l'entreprise Sidoux en 1902.
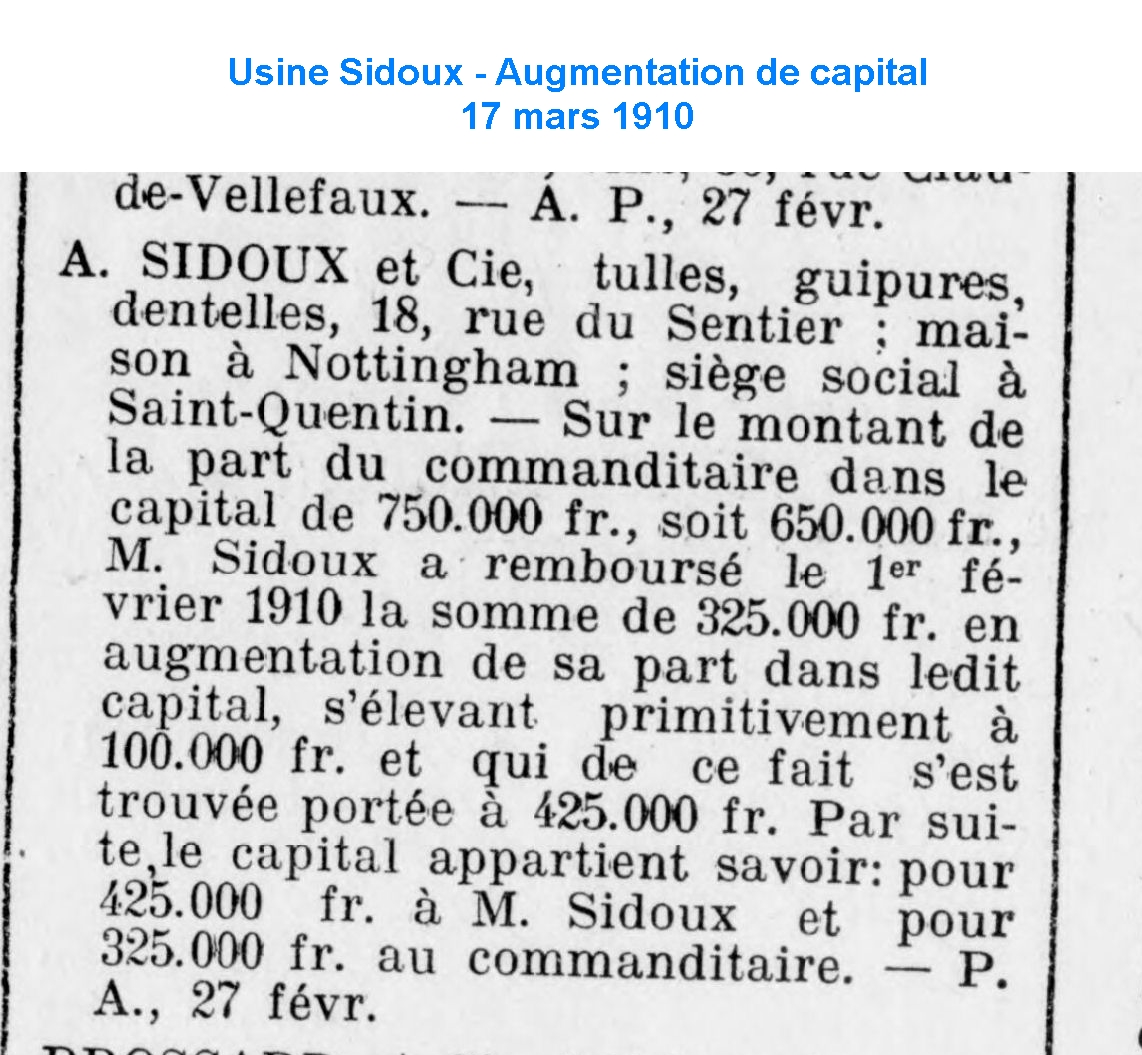
Augmentetion de capital en 1910.
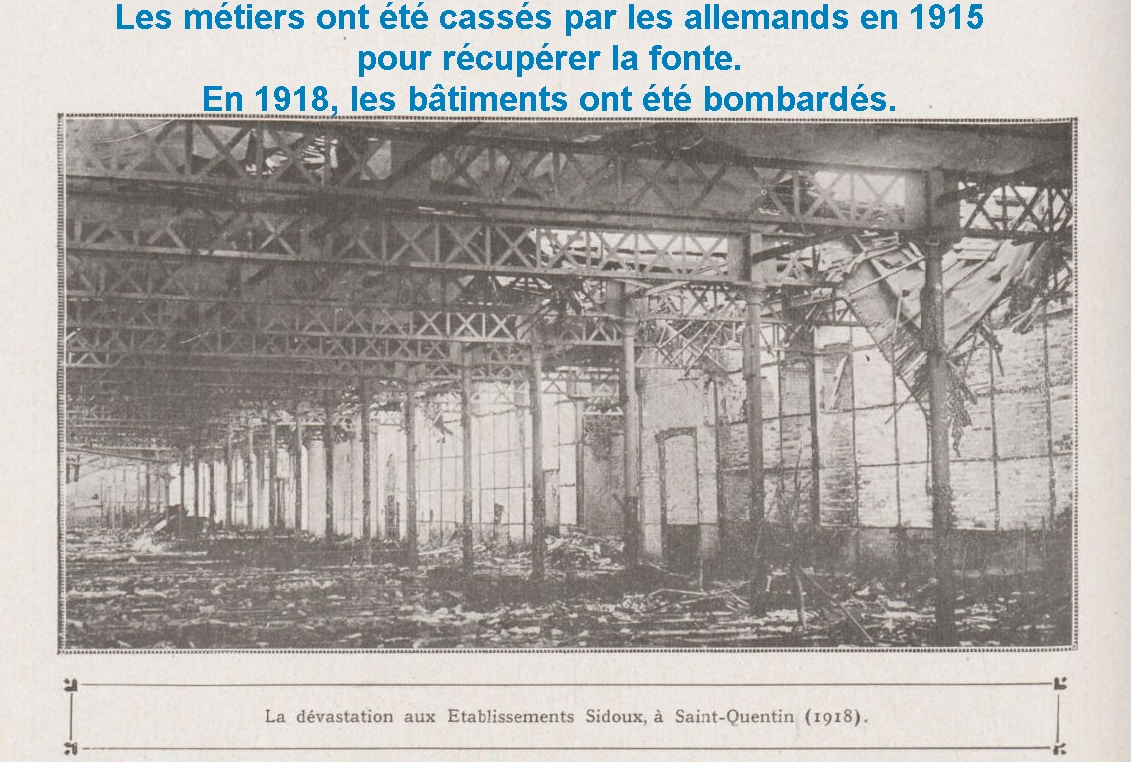
Etat de l'usine en 1918.
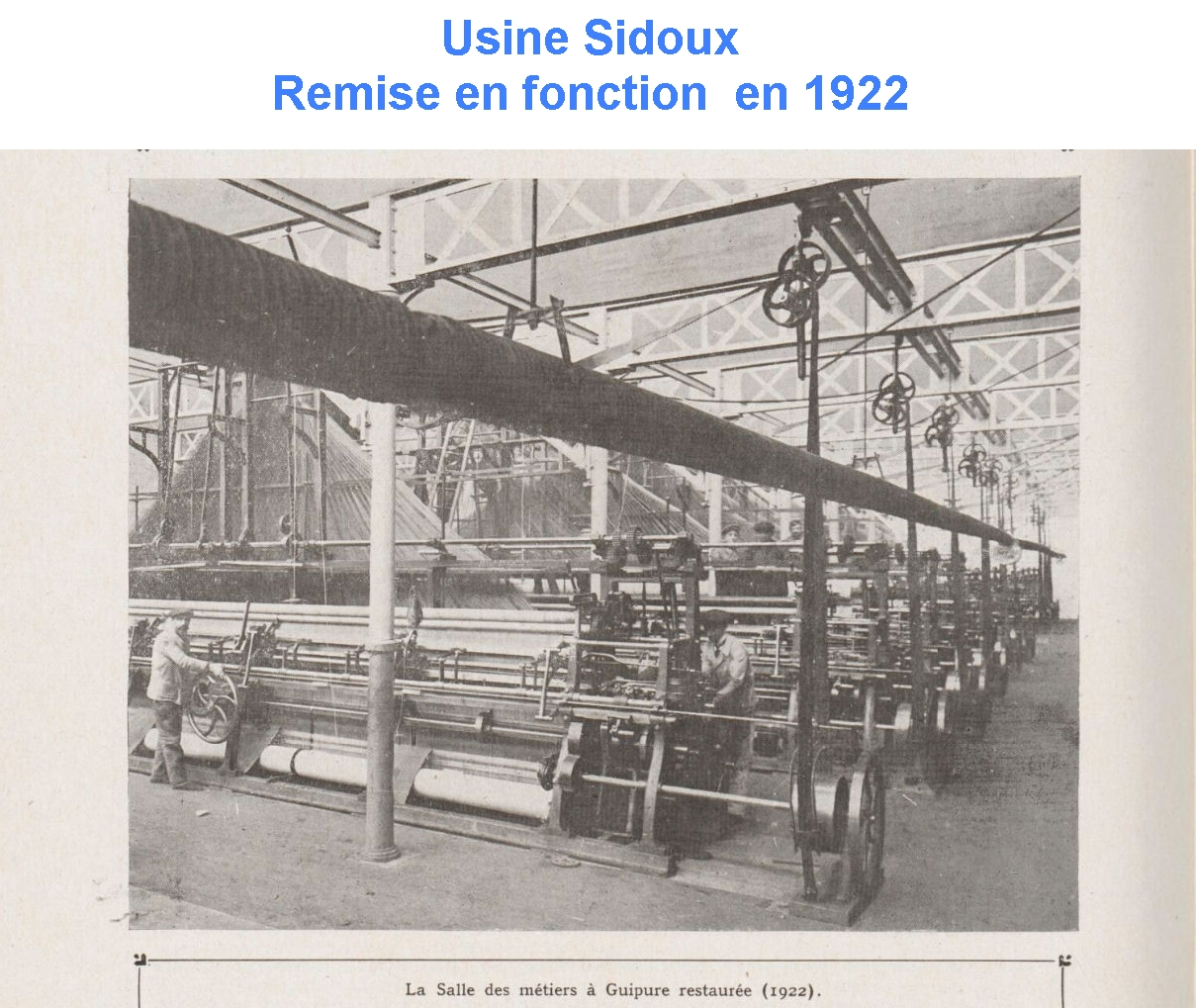
L'usine reconstruite en 1922.

## Galerie

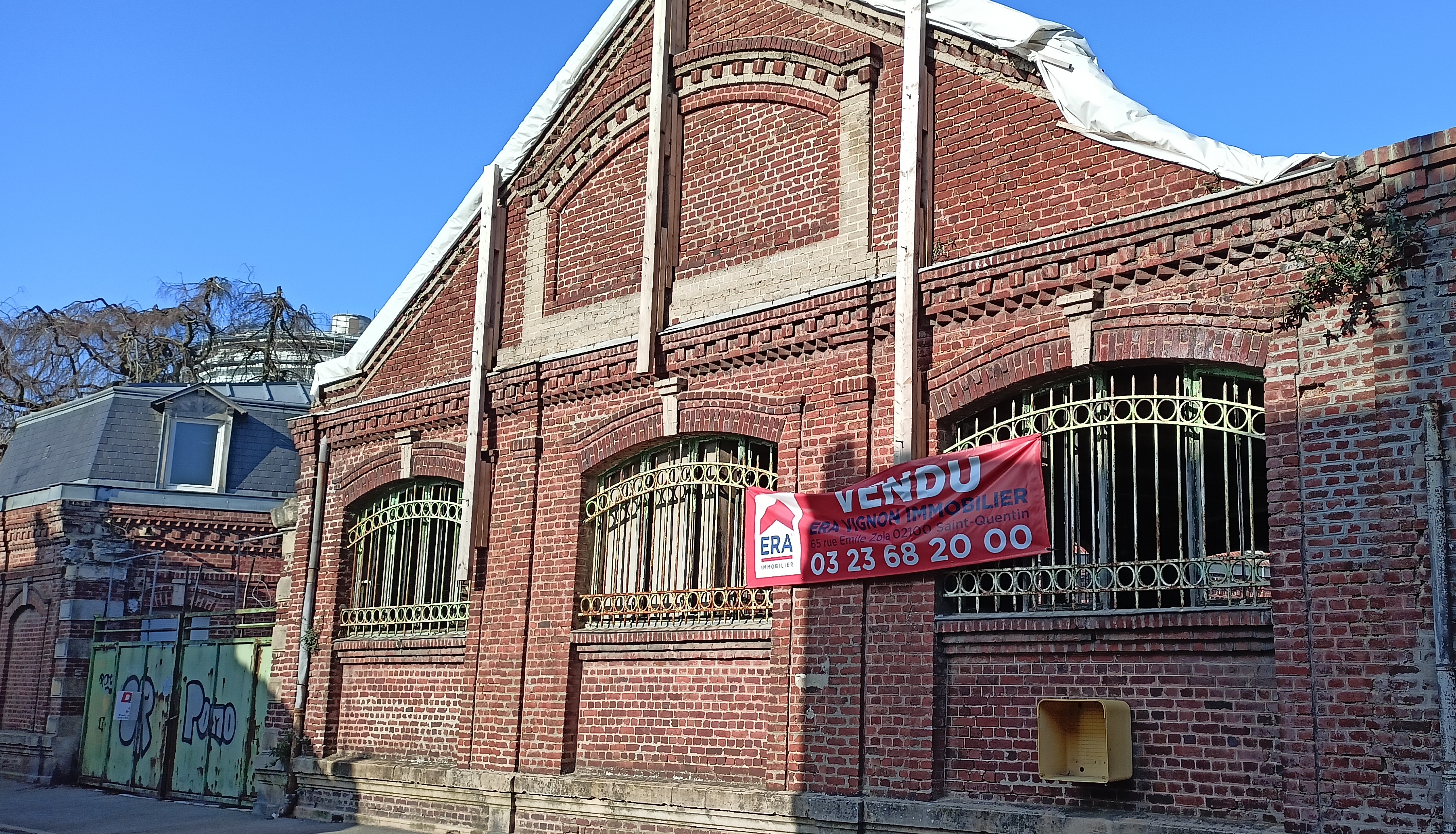
Usine Sidoux en 2023 - Façade.
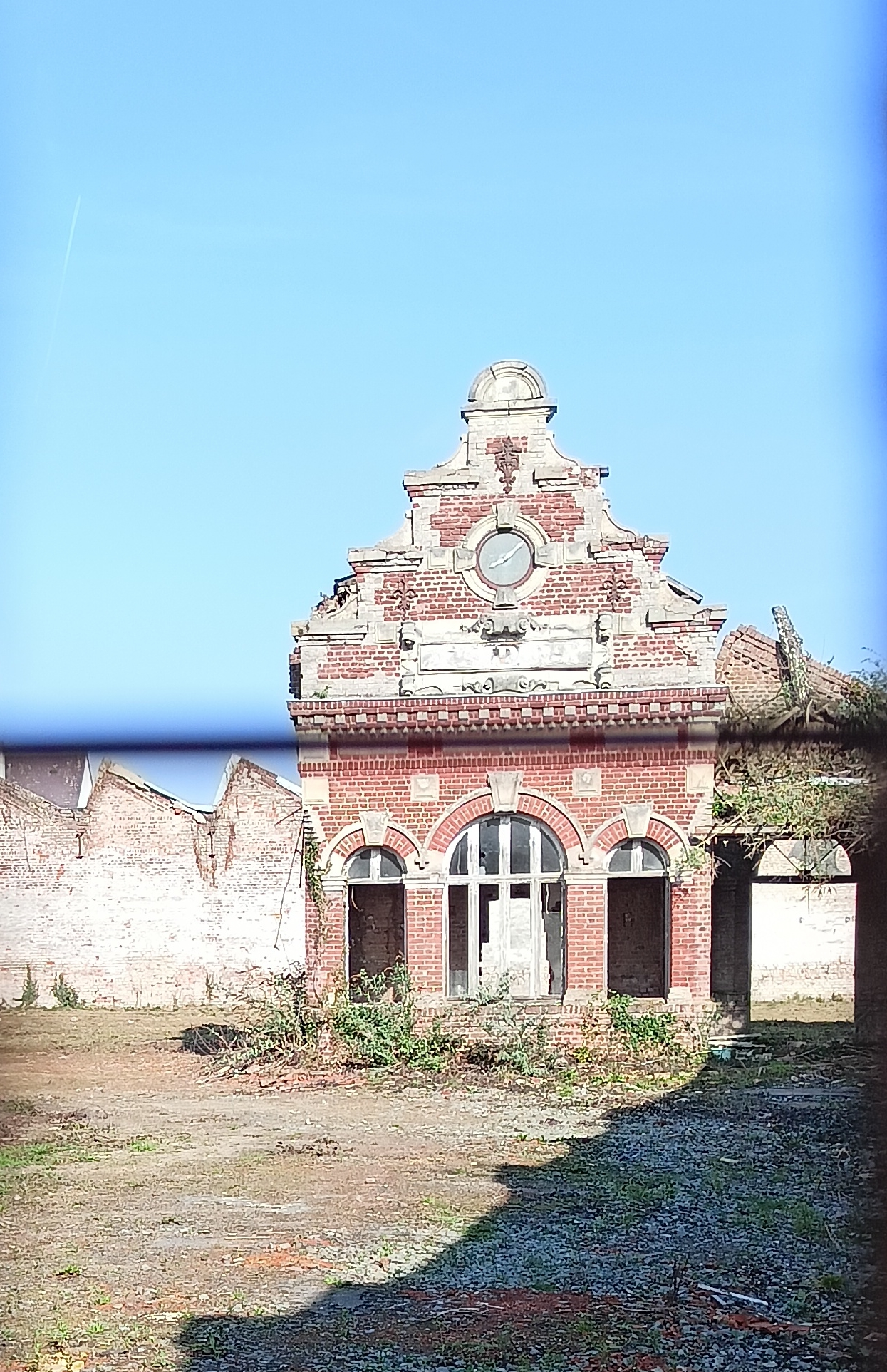
Usine Sidoux en 2023 - Intérieur.
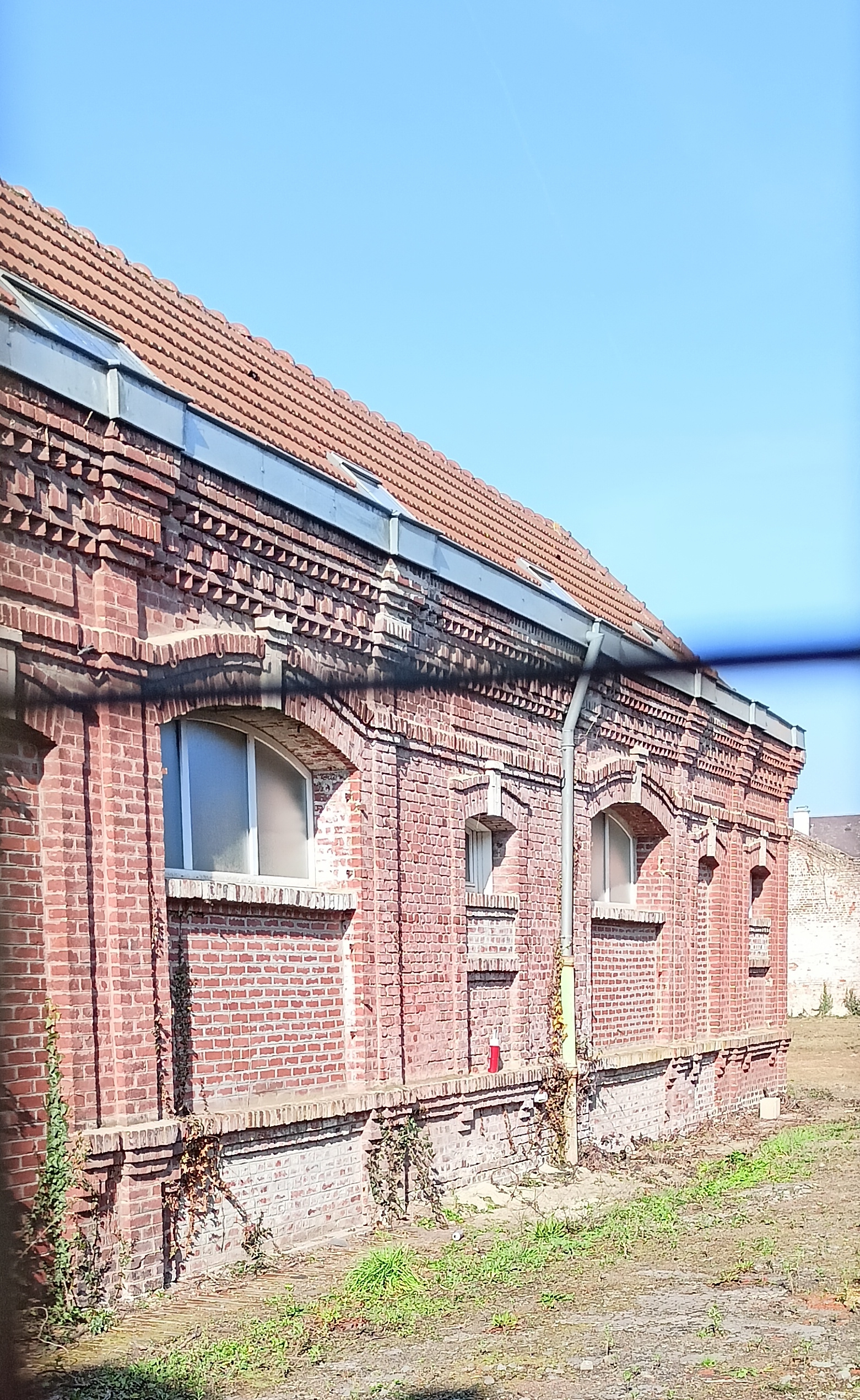
Usine Sidoux en 2023 - Intérieur.
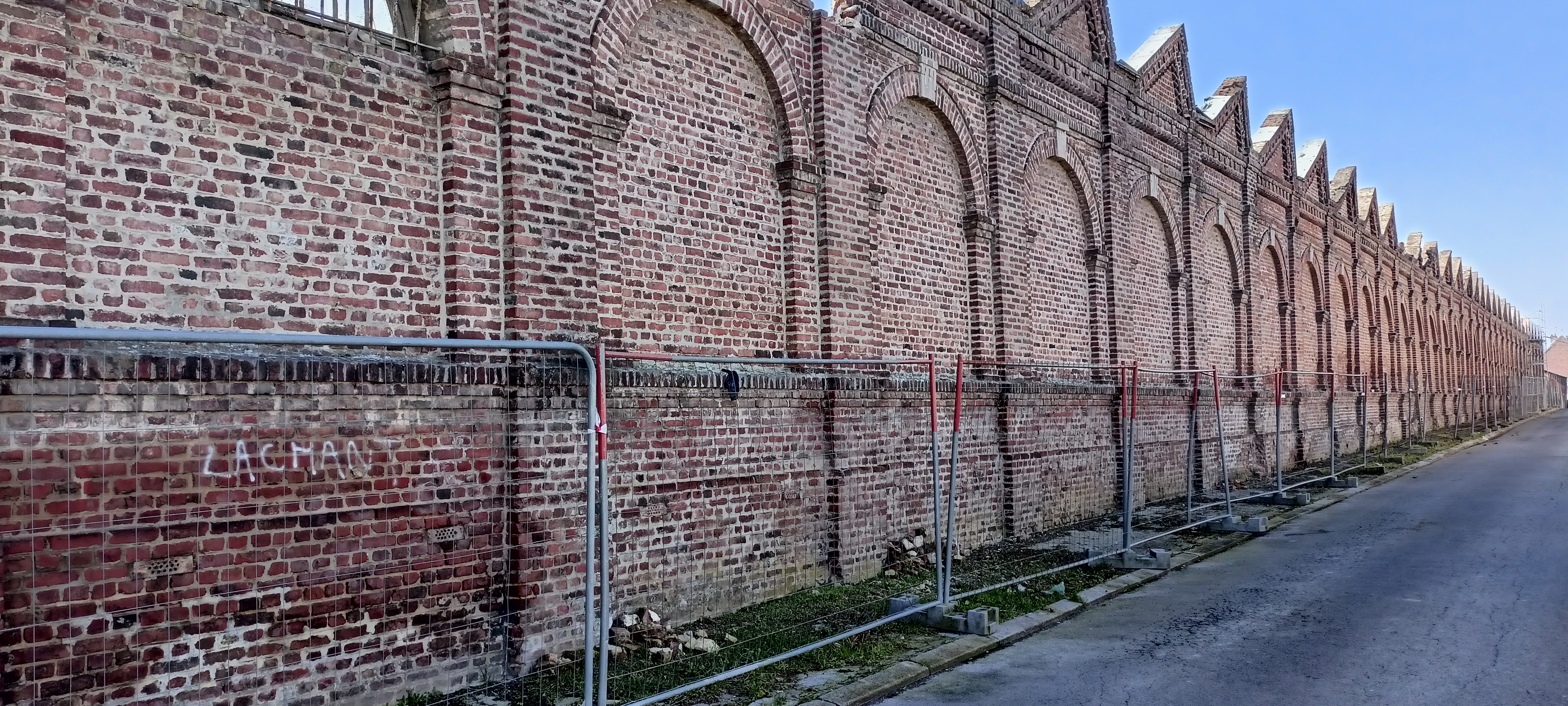
Usine Sidoux en 2023 - Grand mur latéral.